# Fenken
Fenken ist ein Weiler der baden-württembergischen Gemeinde Schlier im Landkreis Ravensburg und liegt an der L 325 zwischen Ravensburg und Schlier.

## Geschichte
Der Ort wurde erstmals 1153 als Wohnplatz mit dem Namen Venichon erwähnt. Aus dem Jahr 1269 sind Nachweise mit den Namen Venechon und Venchon zu finden. Hierbei handelt es sich um einen alten Besitz des Klosters Weingarten, das zumindest zwei Höfe im 13./14. Jahrhundert von den Herren der nahe gelegenen Burg Wildeneck erworben hatte. Nach der Säkularisation 1774 gehörte Fenken ab 1796 der neu gegründeten Gemeinde Schlier an.

## Kultur und Sehenswürdigkeiten

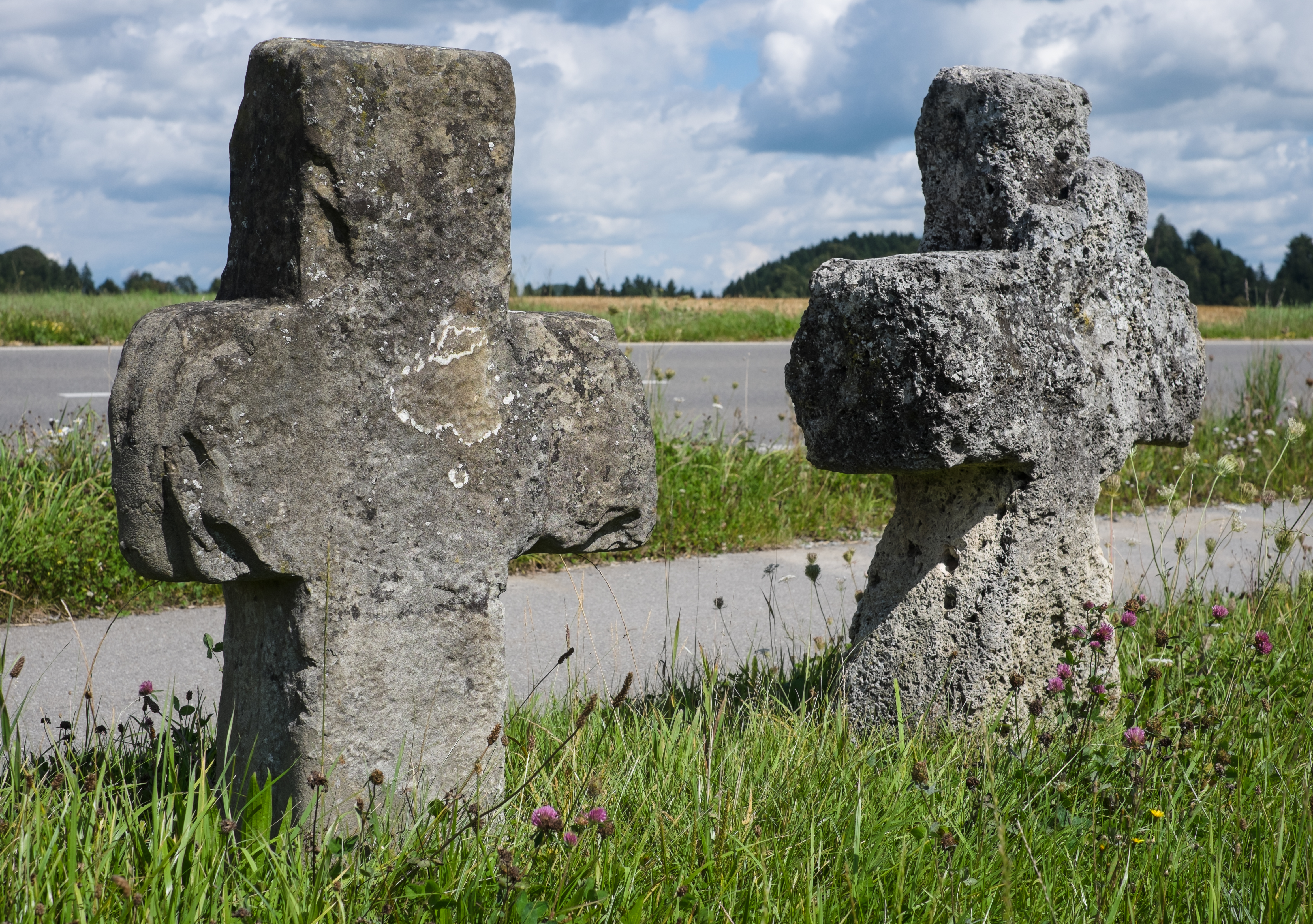
Sühnekreuze bei Schlier-Fenken

Sühnekreuze: Vor der Ortseinfahrt von Schlier kommend befinden sich zwei Sühnekreuze, welche der Sage nach von der Familie Boser aus Wetzisreute errichtet wurden Datiert werden die ca. 1 Meter hohen Kreuze ca. auf das 16. Jahrhundert.